# Кевін Мехія
Кевін Мехія Кастільйо (ісп. Kevin Mejía Castillo; нар. 5 травня 1995, Тела, департамент Атлантида) — гондураський борець греко-римського і вільного стилів, чемпіон Південної Америки, дворазовий чемпіон, дворазовий срібний та дворазовий бронзовий призер Панамериканських чемпіонатів, срібний та бронзовий призер Панамериканських ігор, дворазовий чемпіон срібний та бронзовий призер Центральноамериканських і Карибських ігор, бронзовий призер Центральноамериканського і Карибського чемпіонату з боротьби з греко-римської боротьби, дворазовий чемпіон, срібний та бронзовий призер Центральноамериканських і Карибських ігор з вільної боротьби.

## Біографія
Боротьбою почав займатися з 2008 року. У 2009 році став бронзовим призером Панамериканського чемпіонату серед кадетів і з греко-римської, і з вільної боротьби. Наступного року на цих це змаганнях став чемпіоном з греко-римської і срібним призером з вільної боротьби. У 2011 році став бронзовим призером чемпіонату світу з греко-римської боротьби серед кадетів та став чемпіоном Центральноамериканських і Карибських ігор з вільної боротьби серед школярів. У 2012, 2013 та 2015 роках ставав Панамериканським чемпіоном з греко-римської боротьби серед юніорів.

## Спортивні результати на міжнародних змаганнях

### Виступи на чемпіонатах світу
| Змагання                        | Збірна   | Вагова категорія                 | Місце |
| ------------------------------- | -------- | -------------------------------- | ----- |
| Чемпіонат світу з боротьби 2013 | Гондурас | греко-римська боротьба, до 96 кг | 21    |
| Чемпіонат світу з боротьби 2015 | Гондурас | греко-римська боротьба, до 98 кг | 24    |
| Чемпіонат світу з боротьби 2017 | Гондурас | греко-римська боротьба, до 98 кг | 30    |
| Чемпіонат світу з боротьби 2019 | Гондурас | греко-римська боротьба, до 97 кг | 32    |

### Виступи на Панамериканських чемпіонатах
| Змагання                                   | Збірна   | Вагова категорія                 | Місце  |
| ------------------------------------------ | -------- | -------------------------------- | ------ |
| Панамериканський чемпіонат з боротьби 2011 | Гондурас | греко-римська боротьба, до 84 кг | 12     |
| Панамериканський чемпіонат з боротьби 2013 | Гондурас | греко-римська боротьба, до 96 кг | Срібло |
| Панамериканський чемпіонат з боротьби 2015 | Гондурас | греко-римська боротьба, до 98 кг | 5      |
| Панамериканський чемпіонат з боротьби 2016 | Гондурас | греко-римська боротьба, до 98 кг | Бронза |
| Панамериканський чемпіонат з боротьби 2017 | Гондурас | греко-римська боротьба, до 98 кг | 8      |
| Панамериканський чемпіонат з боротьби 2018 | Гондурас | греко-римська боротьба, до 97 кг | Срібло |
| Панамериканський чемпіонат з боротьби 2019 | Гондурас | греко-римська боротьба, до 97 кг | Бронза |
| Панамериканський чемпіонат з боротьби 2020 | Гондурас | греко-римська боротьба, до 97 кг | 4      |
| Панамериканський чемпіонат з боротьби 2021 | Гондурас | греко-римська боротьба, до 97 кг | Золото |
| Панамериканський чемпіонат з боротьби 2022 | Гондурас | греко-римська боротьба, до 97 кг | Золото |

### Виступи на Панамериканських іграх
| Змагання                  | Збірна   | Вагова категорія                 | Місце  |
| ------------------------- | -------- | -------------------------------- | ------ |
| Панамериканські ігри 2015 | Гондурас | греко-римська боротьба, до 98 кг | Срібло |
| Панамериканські ігри 2019 | Гондурас | греко-римська боротьба, до 97 кг | Бронза |

### Виступи на чемпіонатах Південної Америки
| Змагання                                    | Збірна   | Вагова категорія                 | Місце  |
| ------------------------------------------- | -------- | -------------------------------- | ------ |
| Чемпіонат Південної Америки з боротьби 2014 | Гондурас | греко-римська боротьба, до 98 кг | Золото |

### Виступи на Центральноамериканських і Карибських іграх
| Змагання                                                | Збірна   | Вагова категорія                 | Місце  |
| ------------------------------------------------------- | -------- | -------------------------------- | ------ |
| Центральноамериканські і Карибські ігри 2010 (Панама)   | Гондурас | вільна боротьба, до 84 кг        | Срібло |
| Центральноамериканські і Карибські ігри 2010 (Маягуес)  | Гондурас | греко-римська боротьба, до 84 кг | 5      |
| Центральноамериканські і Карибські ігри 2013            | Гондурас | вільна боротьба, до 96 кг        | Золото |
| Центральноамериканські і Карибські ігри 2013            | Гондурас | греко-римська боротьба, до 96 кг | Золото |
| Центральноамериканські і Карибські ігри 2014 (Сан-Хуан) | Гондурас | греко-римська боротьба, до 98 кг | 5      |
| Центральноамериканські і Карибські ігри 2014 (Сан-Хуан) | Гондурас | вільна боротьба, до 97 кг        | 5      |
| Центральноамериканські і Карибські ігри 2014 (Веракрус) | Гондурас | вільна боротьба, до 97 кг        | Бронза |
| Центральноамериканські і Карибські ігри 2014 (Веракрус) | Гондурас | греко-римська боротьба, до 98 кг | Бронза |
| Центральноамериканські і Карибські ігри 2017            | Гондурас | греко-римська боротьба, до 98 кг | Золото |
| Центральноамериканські і Карибські ігри 2017            | Гондурас | вільна боротьба, до 97 кг        | Золото |
| Центральноамериканські і Карибські ігри 2018            | Гондурас | греко-римська боротьба, до 97 кг | Срібло |

### Виступи на Центральноамериканських і Карибських чемпіонатах
| Змагання                                                       | Збірна   | Вагова категорія                 | Місце  |
| -------------------------------------------------------------- | -------- | -------------------------------- | ------ |
| Центральноамериканський і Карибський чемпіонат з боротьби 2018 | Гондурас | греко-римська боротьба, до 97 кг | Бронза |

### Виступи на інших змаганнях
| Змагання                                                         | Збірна   | Вагова категорія                 | Місце  |
| ---------------------------------------------------------------- | -------- | -------------------------------- | ------ |
| Кубок Гранми з боротьби 2011                                     | Гондурас | греко-римська боротьба, до 84 кг | 5      |
| Міжнародний турнір Ньюйоркського атлетичного клубу 2013          | Гондурас | греко-римська боротьба, до 96 кг | Золото |
| Кубок Гранми з боротьби 2014                                     | Гондурас | греко-римська боротьба, до 98 кг | Бронза |
| Кубок Гранми з боротьби 2015                                     | Гондурас | греко-римська боротьба, до 98 кг | 5      |
| Trophee Milone 2015                                              | Гондурас | греко-римська боротьба, до 98 кг | Срібло |
| Кубок Джека Пінто 2016                                           | Гондурас | греко-римська боротьба, до 98 кг | Золото |
| Міжнародний меморіал Дейва Шульца 2016                           | Гондурас | греко-римська боротьба, до 98 кг | Золото |
| Олімпійський кваліфікаційний турнір з боротьби 2016 (Фріско)     | Гондурас | греко-римська боротьба, до 98 кг | 8      |
| Олімпійський кваліфікаційний турнір з боротьби 2016 (Улан-Батор) | Гондурас | греко-римська боротьба, до 98 кг | 21     |
| Олімпійський кваліфікаційний турнір з боротьби 2016 (Стамбул)    | Гондурас | греко-римська боротьба, до 98 кг | 5      |
| Кубок Гранми з боротьби 2016                                     | Гондурас | греко-римська боротьба, до 98 кг | Золото |
| Золотий Гран-прі з боротьби 2016                                 | Гондурас | греко-римська боротьба, до 98 кг | 8      |
| Міжнародний меморіал Дейва Шульца 2017                           | Гондурас | греко-римська боротьба, до 98 кг | Бронза |
| Cerro Pelado International 2018                                  | Гондурас | греко-римська боротьба, до 97 кг | Бронза |
| Гран-прі Угорщини з боротьби 2018                                | Гондурас | греко-римська боротьба, до 97 кг | 11     |
| Гран-прі Іспанії з боротьби 2018                                 | Гондурас | греко-римська боротьба, до 97 кг | 4      |
| Cerro Pelado International 2019                                  | Гондурас | греко-римська боротьба, до 97 кг | 4      |
| Гран-прі Іспанії з боротьби 2019                                 | Гондурас | греко-римська боротьба, до 97 кг | 7      |
| Меморіал Маттео Пелліконе 2020                                   | Гондурас | греко-римська боротьба, до 97 кг | 9      |
| Гран-прі Франції Анрі Деглана 2020                               | Гондурас | греко-римська боротьба, до 97 кг | Бронза |
| Олімпійський кваліфікаційний турнір з боротьби 2020 (Оттава)     | Гондурас | греко-римська боротьба, до 97 кг | 4      |
| Турнір Дана Колова — Николи Петрова 2021                         | Гондурас | греко-римська боротьба, до 97 кг | 5      |
| Олімпійський кваліфікаційний турнір з боротьби 2020 (Софія)      | Гондурас | греко-римська боротьба, до 97 кг | 7      |

### Виступи на змаганнях молодших вікових груп
| Змагання                                                    | Збірна   | Вагова категорія                  | Місце  |
| ----------------------------------------------------------- | -------- | --------------------------------- | ------ |
| Панамериканський чемпіонат з боротьби серед кадетів 2009    | Гондурас | вільна боротьба, до 85 кг         | Бронза |
| Панамериканський чемпіонат з боротьби серед кадетів 2009    | Гондурас | греко-римська боротьба, до 85 кг  | Бронза |
| Панамериканський чемпіонат з боротьби серед кадетів 2010    | Гондурас | греко-римська боротьба, до 100 кг | Золото |
| Панамериканський чемпіонат з боротьби серед кадетів 2010    | Гондурас | вільна боротьба, до 85 кг         | Срібло |
| Чемпіонат світу з боротьби серед кадетів 2011               | Гондурас | греко-римська боротьба, до 85 кг  | Бронза |
| Центральноамериканські і Карибські ігри серед школярів 2011 | Гондурас | вільна боротьба, до 100 кг        | Золото |
| Чемпіонат світу з боротьби серед кадетів 2012               | Гондурас | греко-римська боротьба, до 85 кг  | 5      |
| Панамериканський чемпіонат з боротьби серед юніорів 2012    | Гондурас | греко-римська боротьба, до 96 кг  | Золото |
| Чемпіонат світу з боротьби серед юніорів 2012               | Гондурас | греко-римська боротьба, до 96 кг  | 8      |
| Панамериканський чемпіонат з боротьби серед юніорів 2013    | Гондурас | греко-римська боротьба, до 96 кг  | Золото |
| Чемпіонат світу з боротьби серед юніорів 2013               | Гондурас | греко-римська боротьба, до 96 кг  | 11     |
| Чемпіонат світу з боротьби серед юніорів 2014               | Гондурас | греко-римська боротьба, до 96 кг  | 19     |
| Панамериканський чемпіонат з боротьби серед юніорів 2015    | Гондурас | греко-римська боротьба, до 96 кг  | Золото |
| Чемпіонат світу з боротьби серед молоді 2018                | Гондурас | греко-римська боротьба, до 97 кг  | 21     |